# Хайнц Шилер
Хайнц Шилер (на немски: Heinz Schiller) е бивш пилот от Формула 1. Роден на 25 януари 1930 година във Фрауенфелд, Швейцария.

## Формула 1
Хайнц Шилер прави своя дебют във Формула 1 в Голямата награда на Германия през 1962 година. В световния шампионат записва 1 състезаниe като не успява да спечели точки. Състезава се с частен лотус.
Умира на 77 години.